# Voie verte de la vallée de l'Amezule
 (octobre 2012).
la Voie verte de la vallée de l'Amezule est une voie verte lisse, assurant la liaison entre l'ancien tennis du Moulin Noir et les installations de l'INRA à Champenoux. La voie est construite sur l'ancienne emprise de la voie ferrée qui allait jusqu'à Château-Salins en Moselle, mise hors service dans les années 1960. 

## Description
La première section de la voie verte est en plaine, et se connecte  à l'itinéraire Moselle-Saône à vélo. Elle possède une partie en enrobé adaptée pour la pratique du roller et du vélo, et séparée par une lisse en bois d'une partie en calcaire qui permet aux tracteurs de relier les parcelles agricoles avoisinantes. Cette partie permet aussi aux chevaux de trotter sur la piste, offrant ainsi aux cavaliers du Pirouë et de l'Oxer de Seichamps de nouvelles perspectives.
La deuxième section se trouve en forêt de Brin-sur-Seille, plus ombragée.